# 橋本大二郎
橋本 大二郎（はしもと だいじろう、1947年〈昭和22年〉1月12日 -  ）は、日本の政治家。第13 - 16代高知県知事、元NHK記者、ニュースキャスター、東アジア共同体研究所理事、武蔵野大学法学部政治学科客員教授。
兄は第82代・第83代内閣総理大臣の橋本龍太郎。

## 経歴

### 生い立ち
大蔵官僚・橋本龍伍の次男として東京都にて出生。
日本女子大学附属豊明幼稚園、学習院初等科、麻布中学校・高等学校を卒業後、1浪して慶應義塾大学経済学部経済学科に入学。1970年に卒業後、同大学法学部法律学科に学士入学し、1972年に卒業。NHKに入局し、福岡放送局記者を皮切りに主に社会部畑を歩く。その後、『NHKニュースTODAY』の社会部門キャスターとして活躍し、昭和天皇の闘病と崩御を始めとした皇室報道で有名になった。

### 高知県知事
1991年（平成3年）、NHKを退職、高知県知事選挙に立候補し、高知県知事選挙史上最多の31万6968票を獲得して初当選。当選時の年齢は44歳で、初の戦後生まれかつ全国最年少の知事であった。
1995年（平成7年）には当時の流行語になるほど問題になった官官接待を、全国の地方自治体に先駆けて廃止した。
2000年（平成12年）、政治の透明化を目指し、知事室にライブカメラを設置。
2001年（平成13年）1月8日、高知市が開催した成人式での挨拶の際、知事に「帰れ」などと言って騒ぐ新成人を「静かにしろ！」「出て行け！」と怒鳴った。なお、翌年以降の成人式は全て欠席している。
2002年（平成14年）に開催されたよさこい高知国体では、他県からの選手の引き抜きを行わない方針を示し、高知は男子・女子総合とも優勝とはならなかった。これは開催地優勝が常態化していた国体で39年ぶりのことである。
2004年（平成16年）9月に高知県議会百条委員会が「1991年（平成3年）の知事選において元後援会事務局長が1億円を借り、県工事受注業者からの資金で借金を返済したと判断できる」との報告書をまとめた。この問題に関して10月8日、知事辞職勧告決議が提出され可決された（賛成22票、反対15票）。
この結果を受けて知事を辞任し、出直し選挙が行われ、橋本が再選された。出直し選挙の背景には、次男による強制わいせつ事件への批判も挙げられている。
2007年（平成19年）8月1日、同年11月執行の高知県知事選挙に出馬せず、引退することを記者会見にて発表した。
同年12月6日、任期満了に伴い高知県知事を退任。

### 知事退任後
その後、2009年（平成21年）の（第45回）衆議院議員総選挙に高知1区から無所属で出馬することを表明した。当初は与野党を問わず、既存政党からは距離を置く姿勢を見せていたが、後に鳩山由紀夫（民主党幹事長）と会談し、同党と協力関係を構築することで一致、新党結成にも含みを持たせた。しかし、選挙戦では民主党も対抗馬として候補者を擁立した。出馬当初は橋本の当選が確実視されていたが、選挙直前に民主党候補が大きく支持を伸ばして票を奪われたこともあり、福井照（自民党公認候補・現職）に敗れ、落選した。以降、選挙への立候補歴は無い。
2010年（平成22年）4月に早稲田大学大学院公共経営研究科客員教授、2011年（平成23年）4月に慶應義塾大学大学院システムデザイン・マネジメント研究科特別招聘教授、2013年（平成25年）4月に武蔵野大学客員教授に就任した。
2014年（平成26年）4月よりテレビ朝日『ワイド!スクランブル』のメインキャスターを務めることとなり、24年ぶりのキャスター復帰となった。
2018年（平成30年）秋の番組改編に伴い、9月末をもって『ワイド!スクランブル』のメインキャスターを降板。

## 年譜
- 1947年（昭和22年）1月 - 東京都に生まれる。
- 1959年（昭和34年）3月 - 学習院初等科卒業（同級生に鳩山由紀夫、水野誠一）。
- 1965年（昭和40年）3月 - 麻布高等学校卒業。
- 1970年（昭和45年）3月 - 慶應義塾大学経済学部経済学科卒業。
- 1972年（昭和47年）3月 - 慶應義塾大学法学部法律学科卒業。
  - 4月 - 日本放送協会 (NHK) に入局（同期に小宮山洋子）。
- 1991年（平成3年）8月 - NHKを退職。
  - 12月 - 高知県知事選で初当選。44歳。自民党推薦の川崎昭典（元副知事）、日本共産党推薦の森清一郎（医師）を破る。
- 1995年（平成7年）12月 - 高知県知事選で再選。
- 1999年（平成11年）11月 - 高知県知事選で3選。
- 2003年（平成15年）11月 - 高知県知事選で4選。松尾徹人（前高知市長）を破る。
- 2004年（平成16年）10月 - 県議会の辞職勧告決議可決で知事を辞任。翌月の出直し高知県知事選で松尾徹人を破り5選。
- 2007年（平成19年）12月 - 任期満了に伴い高知県知事を退任。4期5選16年の職務であった。
- 2009年（平成21年）8月 - 第45回衆議院議員総選挙に無所属で高知1区より出馬するも落選。
- 2010年（平成22年）4月 - 早稲田大学大学院公共経営研究科客員教授。
- 2011年（平成23年）4月 - 慶應義塾大学大学院システムデザイン・マネジメント研究科特別招聘教授。
- 2013年（平成25年）4月 - 武蔵野大学客員教授。

## 家族・親族

### 橋本家
（岡山県総社市・倉敷市、東京都渋谷区・港区）
実家

左から大二郎、父・龍伍、母・正、兄・龍太郎
1956年（昭和31年）撮影

- 祖父・卯太郎（東京府平民[8]、実業家・大日本麦酒の元常務）
1869年（明治2年）3月生 - 1938年（昭和13年）7月没
- 祖母・マツ（熊本藩士石光真民の娘、恵比寿麦酒支配人石光真澄・陸軍少佐、諜報活動家石光真清・陸軍中将石光真臣の妹、陸軍主計総監男爵野田豁通の姪）
- 父・龍伍[9]（大蔵官僚・政治家）
1906年（明治39年）6月生 - 1962年（昭和37年）11月没
東京府平民[8]、卯太郎の五男。厚生大臣、文部大臣などを歴任した。
- 母・正（兵庫県、官僚・政治家若宮貞夫の四女）
- 兄・龍太郎（政治家・元首相）
1937年（昭和12年）7月生 - 2006年（平成18年）7月没

自家
- 妻、息子2人[1]。

## 出演

### テレビ番組
報道・情報番組
| 期間       | 期間      | 番組名                            | 役職                 |
| ---------- | --------- | --------------------------------- | -------------------- |
| 2012年夏   | 2014年3月 | ちちんぷいぷい（毎日放送）        | 不定期出演           |
| 2013年4月  | 2013年9月 | やじうまテレビ!（テレビ朝日）     | 木曜日コメンテーター |
| 2013年10月 | 2014年3月 | グッド!モーニング（テレビ朝日）   | 木曜日コメンテーター |
| 2014年4月  | 2018年9月 | ワイド!スクランブル（テレビ朝日） | メインキャスター     |

バラエティ番組・その他
- 料理の鉄人（フジテレビおよび同系列局（テレビ大分を除く）、1994年5月13日） - 美食アカデミー メンバー（審査員）
- くりぃむクイズ ミラクル9（テレビ朝日、2016年5月11日・2016年10月19日・2018年1月17日）
- 芸能人格付けチェック（テレビ朝日、2017年4月4日）
- 帯ドラマ劇場・トットちゃん!（テレビ朝日、2017年10月13日） - 有澤伯爵 役

### ラジオ番組
- 大二郎'Sワールド（高知放送、2000年）

### 映画
- それいけ!アンパンマン ばいきんまんと3ばいパンチ（日本テレビ、映画、1996年） - シバテンの大ちゃん役（声の出演）
- 釣りバカ日誌14 お遍路大パニック!（松竹、映画、2003年） - よさこい祭りの見物人（妻の孝子と共にカメオ出演）

## 著書
- 『破天荒、大二郎がゆく』（ハードカバー）講談社、1993年1月。ISBN 9784062051569。
- 中川 和雄、橋本 大二郎『対談 知事として』（単行本）毎日新聞、1993年4月。ISBN 9784620309330。
- 『「政治家」無用論 (単行本)』講談社、1995年7月12日。ISBN 9784062077682。
- 『土佐発 情報維新―「新いなか主義」が拓く地方からのマルチメディア革命』（単行本）徳間書店、1995年10月。ISBN 9784198603724。
- 『未来日本の構図―「情報生活維新」が示す個人と社会の新しい可能性』（単行本）くまざさ社、1999年6月。ISBN 9784938546465。
- 『知事―地方から日本が変わる』（新書）平凡社〈平凡社新書〉、2001年5月。ISBN 9784582850871。
- 浅野 史郎、北川 正恭、橋本 大二郎『知事が日本を変える』（新書）文藝春秋〈文春新書〉、2002年4月。ISBN 9784166602384。
- 『いつもハッピー』（単行本）講談社〈ヒューマンBOOKS〉、2002年11月12日。ISBN 9784062713528。
- 浅野 史郎・北川 正恭・橋本 大二郎 著、北海道大学大学院法学研究科附属高等法政教育研究センター 編『地方から日本を変える ： 改革派知事が語る新しい民主主義の実践』（単行本）北海道大学大学院法学研究科附属高等法政教育研究センター〈Academia juris booklet ; no.12〉、2004年3月。ISBN 4902066114。
- 『融通無碍』（単行本）ノブレスオブリージュ、2006年3月。ISBN 9784990289119。
- 『未来へ―「霞が関と永田町」大改革の処方箋』（単行本）プレジデント社、2009年6月。ISBN 9784833491150。